# مارك روبنسون (لاعب كرة قدم أمريكية)
مارك روبنسون (بالإنجليزية: Mark Robinson)‏ هو لاعب كرة قدم أمريكية أمريكي، ولد في 13 سبتمبر 1962 في واشنطن العاصمة في الولايات المتحدة.

## وصلات خارجية
- مارك روبنسون على موقع مرجع كرة القدم المحترفة.كوم (الإنجليزية)